# Saint-Julia-de-Bec

Saint-Julia-de-Bec este o comună în departamentul Aude din sudul Franței. În 1 ianuarie 2022 avea o populație de 99 de locuitori.